# 시라사와역 (아이치현)
시라사와역(일본어: 白沢駅)은 일본 아이치현 지타군 아구이정에 위치한 나고야 철도 고와선의 철도역이다. 역 번호는 KC 06이며, 상대식 승강장 2면 2선의 구조를 갖춘 지상역이다.

## 타는 곳
| 1 | ■ 고와선 | 하행 | 지타한다 · 고와 · 우쓰미 방면 |
| 2 | ■ 고와선 | 상행 | 오타가와 · 나고야 방면        |

## 이용 현황
- 2013년 기준 : 527명

## 역 주변
- 아구이 정립 기타하라 보육원

## 인접 역
| 나고야 철도 고와선               | 나고야 철도 고와선 | 나고야 철도 고와선     |
| -------------------------------- | ------------------ | ---------------------- |
| KC 05 다쓰미가오카 오타가와 방면 | ■ 고와선           | 사카베 KC 07 고와 방면 |